# Château de Peyrolade
Le château de Peyrolade est un ancien château de Toulouse, situé dans l'emplacement dans l'actuel quartier Saint-Cyprien. 

## Histoire
La première mention de ce château date du XVIe siècle : Nicolas Bertrand assimile ce lieu comme le palais de la reine Pédauque de Toulouse. Son argument est la présence de nombreuses salles d'eau dans le château, qu'il met en relation avec la réputation de la reine d'aimer les bains.